# Marina Horka
Marina Horka (biał. Мар'іна Горка, Marina Horka; ros. Марьина Горка, Marjina Gorka) – miasto na Białorusi w obwodzie mińskim, stolica rejonu puchowickiego, 63 km na południowy wschód od Mińska. 21,4 tys. mieszkańców (2010). Jest miastem partnerskim polskich Świebodzic.
Znajduje się tu stacja kolejowa Puchowicze, położona na linii Homel – Mińsk.

## Wojsko w Marinej Horce

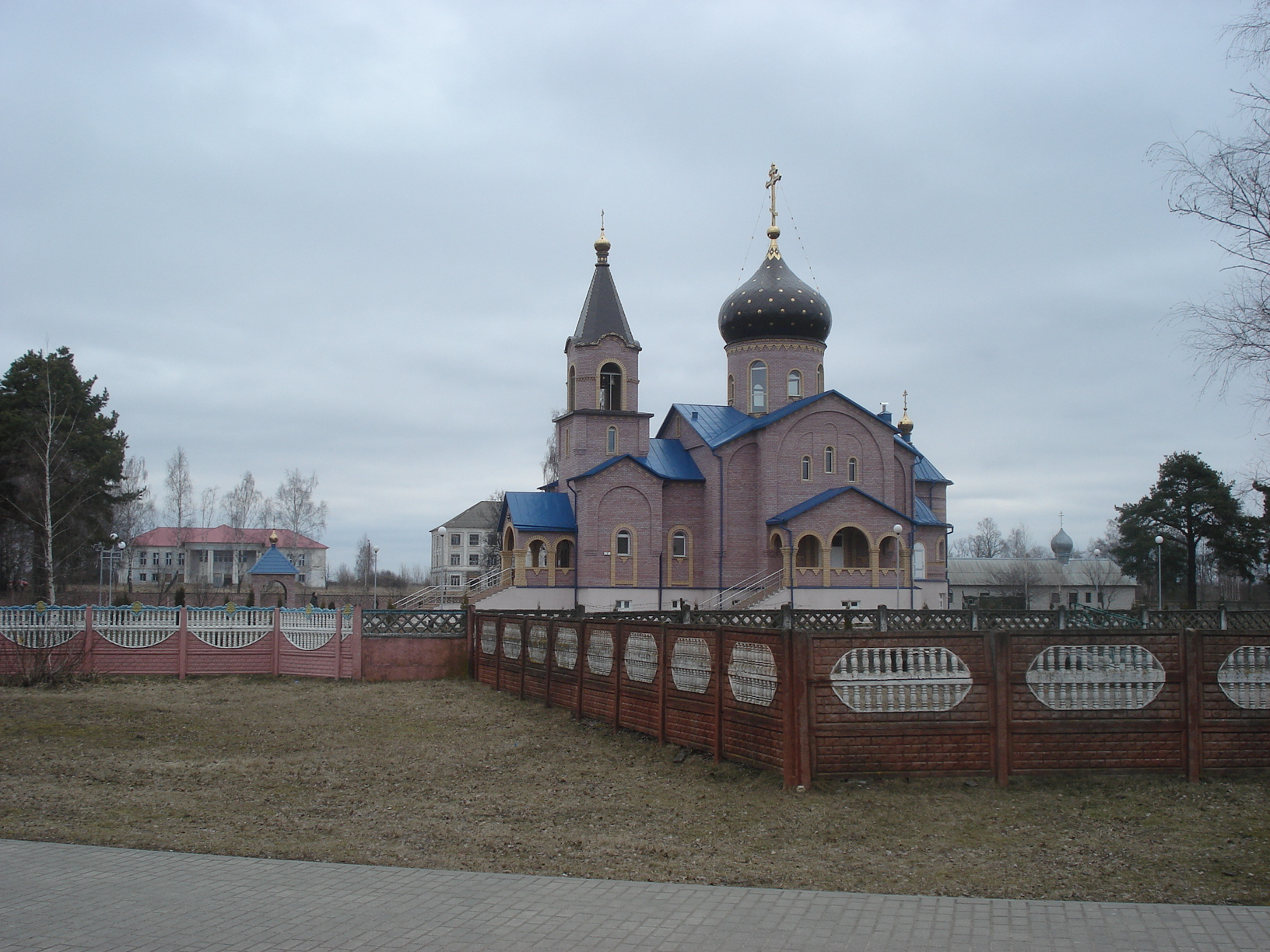
Cerkiew

Marina Horka jest miastem garnizonowym, w którym od lat 30. XX wieku znajdują się koszary wojskowe. Stacjonowały tu bądź były formowane liczne jednostki wojskowe Armii Czerwonej.
Podczas okupacji hitlerowskiej, na początku września 1941 roku Niemcy utworzyli getto dla żydowskich mieszkańców. Przebywało w nim około 1000 osób. 28 września 1941 roku Niemcy zlikwidowali getto, a Żydów zamordowali w okolicy Popowej Horki. 
Między innymi dyslokowano tu 334 Samodzielny Oddział Specjalnego Przeznaczenia (334 отдельный отряд специального назначения) ze specnazu GRU. Oddział został sformowany w 1984 r. W l. 1985–88 brał udział w wojnie afgańskiej. Po 15 maja 1988 r. powrócił do Marinej Horki. Byli żołnierze dawnego 334 oddziału uczestniczyli w wojnie domowej w Libii (2011), walcząc po stronie Kaddafiego.
Obecnie w Marinej Horce stacjonuje 5 Brygada Specjalnego Przeznaczenia z Sił Specjalnych Operacji SZ RB, wywodząca swoje tradycje od radzieckiego 4 Korpusu Powietrznodesantowego, którego formowanie rozpoczęto w marcu 1941 r. 5 Brygadę w ramach Armii Radzieckiej utworzono w Marinej Horce na mocy rozkazu Sztabu Generalnego Sił Zbrojnych ZSRR z 19 czerwca 1962 r. W latach 80. i 90. XX wieku brygada i Marina Horka były poligonem doświadczalnym dla radzieckich wojsk powietrznodesantowych.